# Odontomyia anchorata
Odontomyia anchorata är en tvåvingeart som beskrevs av Jacques-Marie-Frangile Bigot 1879. Odontomyia anchorata ingår i släktet Odontomyia och familjen vapenflugor. Inga underarter finns listade i Catalogue of Life.